# خامسان
خامسان، روستایی از توابع دهستان سورسور بخش موچش شهرستان کامیاران در استان کردستان ایران است .خامسان یکی از قدیمی ترین روستاهای ایران است ، دارای تقریبا 3000 هکتار زمین کشاورزی مرغوب و چند هزار مرتع مرغوب می باشد.کی از قدیمی ترین قنات های ایران وکردستان در خامسان واقع شده است قلعه باستانی داخل روستا به اسم قه لا و کوهی سنگی در غرب روستا بنام قه لازه که احتمالا دژ نطامی بوده است اهمیت باستانی روستا را بالا می برد ، مردم فعلی روستا همگی مسلمان شافعی مذهب و با زبان کوردی سورانی شبیه به لهجه لیلاخی  صحبت می کنند .
خامسان مرکب از دوکلمه خام و سان می باشد سان به معنی سرزمین به احتمال زیاد سرزمین تولید لبنیات بوده و یا خال مسان (خال مستان ) به معنی داشتن خال های زیبا برچهره است ، بسیاری از مردم خامسان دارای  موی بور ویا درکوردی کال می باشند و به نسبت جمعیت درمقایسه با محیط اطراف درصد بالایی است و بعید نیست سورسور به این معنی باشد .
مردم خامسان مردمانی فوق العاده با استعداد تلاشگر آرام و متشخص و مهربان می باشند و یکی از روستاهای نخبه پرور کردستان است .

## جمعیت
این روستا در دهستان سورسور قرار دارد و براساس سرشماری مرکز آمار ایران در سال ۱۳۸۵، جمعیت آن ۱٬۹۰۱ نفر (۴۵۶خانوار) بوده‌است.